# Walter Egloff
Walter Egloff (n. 6 aprilie 1909, Solothurn, Cantonul Solothurn, Elveția – d. 10 martie 1986, Zürich, cantonul Zürich, Elveția) a fost un librar și editor elvețian. 

## Biografie
Walter Egloff era fiul unui negustor. A studiat mai întâi la colegiul Engelberg al fraților benedictini și a urmat apoi cursuri de economie politică la Universitatea din Zürich. După absolvire, a devenit asociat la editura Librairie de l’Université de Fribourg și apoi a cumpărat-o în 1935, mutând-o la la Paris în 1944.